# امپراتور گو-کامه‌یاما
امپراتور گو-کامه‌یاما (به ژاپنی: 後亀山天皇 Go-Kameyama Tennō)؛ (حدود ۱۳۴۷–۱۰ مه ۱۴۲۴) نهمین امپراتور ژاپن طبق ترتیب سنتی جانشینی بود. او از دوره موروماچی فرمانروایی کرد و آخرین امپراتور دربار جنوبی شد. نام شخصی او بود هیروناری (熙成).